# Charlotte Lobjoie
Charlotte Eudoxie Alida Lobjoie (14. května 1898 Seboncourt – 13. září 1951 Paříž) byla francouzská tanečnice a údajná milenka Adolfa Hitlera během první světové války. Podle německého historika Wernera Masera porodila Hitlerovi nemanželského syna Jeana-Marie Loreta (1918–1985).

## Život
Narodila v obci Seboncourt v severní Francii. Její otec, Louis Joseph Alfred Lobjoie, byl řezník a její matka se jmenovala Marie Flore Philomène Lobjoie. Studovala němčinu a byla vychovávána v ateistickém duchu.

## Spojitost s Hitlerem
S Adolfem Hitlerem se údajně poprvé setkala u přítele svých příbuzných v dubnu 1916. Zemřela v roce 1951 a svému synovi před smrtí řekla, že Hitler byl jeho otcem.